# خوان کروز فرانزونی
خوان کروز فرانزونی (انگلیسی: Juan Cruz Franzoni؛ زادهٔ ۱۷ اکتبر ۱۹۹۹) بازیکن فوتبال است.